# 3OH!3
3OH!3 stammer fra Boulder, Colorado og bandnavnet er det områdenummer/postnummer, der dækker bl.a. Boulder.
3OH!3 laver en blanding af hiphop og rock og har tidligere været på turné med Snoop Dogg, ligesom de i februar i Danmark kunne opleves som support for Katy Perry.
Singlen "Don't Trust Me" er blevet et moderat hit i USA og har peaket på som nummer 25 på den amerikanske singlehitliste.